# Sanatorium Hof Ten Bos
Le sanatorium Hof Ten Bos, ou Hof Ten Bosch, construit en 1937 par l'architecte Léon Stynen en collaboration avec Gustave Wauters, est à l'origine un établissement médical pour enfants atteints principalement de la tuberculose. Ce sanatorium se situe au 538 Lage Kaart, sur la commune flamande de Brasschaat (Anvers, Belgique) Le commanditaire de ce bâtiment est l'Interprofessionele Kas voor Gezinsvergoeding (la caisse d'allocation familiale I.K.B.).

## Histoire

### Station thermale
L'histoire du bâtiment commence en 1926, quand l'entrepreneur en construction anversois François Constant Edouard Ceurvorst achète une parcelle de terrain entre le "Hooge Caertsche Baan", la "Leege Caertsche Baan" et le "Groote Mishaegendreef" dans la commune de Brasschaat. Il y fait construire une maison (villa de week-end) sur le terrain et il nomme sa propriété "Hof Ten Bosch". En 1936, l'Interprofessionele Kas voor Gezinsvergoeding (I.K.B.) achète la propriété et décide d'y faire construire une station thermale pour l'accueil d'enfants ayant besoin de soins contre la tuberculose.
L'I.K.B. fait appel à Léon Stynen pour la réalisation des plans et la supervision du projet. Le nom que donne François Constant Edouard Ceurvorst à sa propriété, "Hof Ten Bosch" sera conservé pour le futur sanatorium.

### Tuberculose
La tuberculose est une maladie infectieuse et contagieuse causée par la bactérie Mycobacterium tuberculosis et qui atteint principalement les poumons. Elle arrive en tête des causes de mortalité d'origine infectieuse à l'échelle mondiale, devant le sida. Dans son rapport annuel consacré à la tuberculose et sorti en 2015, l'Organisation Mondiale de la Santé (O.M.S.) informe que 1,5 million de personnes sont mortes de la tuberculose l'année précédente. Deux tiers des cas sont concentrés dans 8 pays: l'Inde est en tête, suivie de l'Indonésie, de la Chine, des Philippines, du Pakistan, du Nigéria, du Bangladesh et de l'Afrique du Sud.

## Structure

### Composition structurelle
Les calculs relatifs à la structure du sanatorium Hof Ten Bos ont été effectués par l'ingénieur Léon Vereecke, venant d'Anvers. Léon Stynen et lui ont déjà collaboré ensemble pour d'autres projets, tels que la maison Douchar à Hasselt.
La structure porteuse du volume principal est constituée d'un squelette en béton armé. Celui-ci est composé de poutres et de colonnes renforcées par des nervures, avec une dalle de sol en béton armé coulée sur place. Les planchers des ailes droites et gauches sont supportés par quatre poutres appuyées sur huit piliers. Le plancher a une superficie de 80 m² et une épaisseur de 25 centimètres. Il est composé d'une série de poutres rapprochées les unes des autres de 30 centimètres d'axe à axe, sans poutre secondaire.

## Architecture

### Description du plan d'implantation
Le bâtiment est situé en retrait par rapport à la rue, de manière à créer un lien plus important avec l'environnement boisé. L'édifice est complètement envahi par les arbres et par la nature, avec lesquels une relation explicite est établie. L'accès au sanatorium se fait via la ruelle se situant entre deux maisons "Leege Caertsche Baan". Le bâtiment est entouré d'une grande terrasse de 300 m², d'une grande pelouse, de chemins dallés, de parterres floraux et d'un verger.

### Description du plan d'étage
Le plan final dessiné en 1937 par Léon Stynen a une disposition en forme de "L" et est composé de deux étages. Pour y entrer, les visiteurs doivent passer par un espace extérieur couvert - une extension du plafond du rez-de-chaussée - supporté par une série de colonnes. L'entrée donne directement sur le hall principal, lequel donne accès aux autres fonctions internes. Au sud du hall se situe un espace de jeu, lié à la terrasse extérieure par des baies vitrées coulissantes. Le hall donne également accès aux installations sanitaires - cachées par des murs courbes autoporteurs - aux vestiaires, ainsi qu'au réfectoire. Tous les espaces servants se situent dans l'aile nord du bâtiment, juste derrière le réfectoire. Cette aile contient, successivement, une grande cuisine, un espace de stockage, mais aussi une buanderie.
Un escalier demi tournant au nord du bâtiment donne accès aux espaces privés à l'étage supérieur. Le premier étage est divisé de manière totalement symétrique. Deux grands dortoirs occupent la place principale: les garçons logent au sud-ouest et les filles au nord-est. Entre ces deux dortoirs se trouve un espace consacré aux lavabos et aux armoires. Les enfants doivent passer par ces espaces sanitaires avant même d'accéder aux dortoirs. Depuis ces espaces, les enfants ont accès à une grande terrasse utilisée pour les exercices du matin. Derrière les dortoirs se trouvent deux pièces tout en longueur accueillant des toilettes, des bains de pieds, des douches et, au fond du couloir, une salle de bain.
De manière générale, les espaces au sud du bâtiment sont constitués de grands vitrages coulissants, permettant un apport de lumière dans le bâtiment et assurant un flux d'air sain de manière permanente.

### Lecture des façades
Les façades sont le reflet d'une organisation intérieure du bâtiment. Une grande réflexion a été faite autour de la lumière et de son incidence sur le projet, depuis le dessin préliminaire jusqu'au dessin final. L'architecture s'ouvre un maximum du côté sud du bâtiment, où Léon Stynen installe toutes les pièces de vie et les dortoirs, tandis qu'il ferme le bâtiment au nord, où les espaces servants et locaux techniques sont installés.

## Modifications significatives du projet

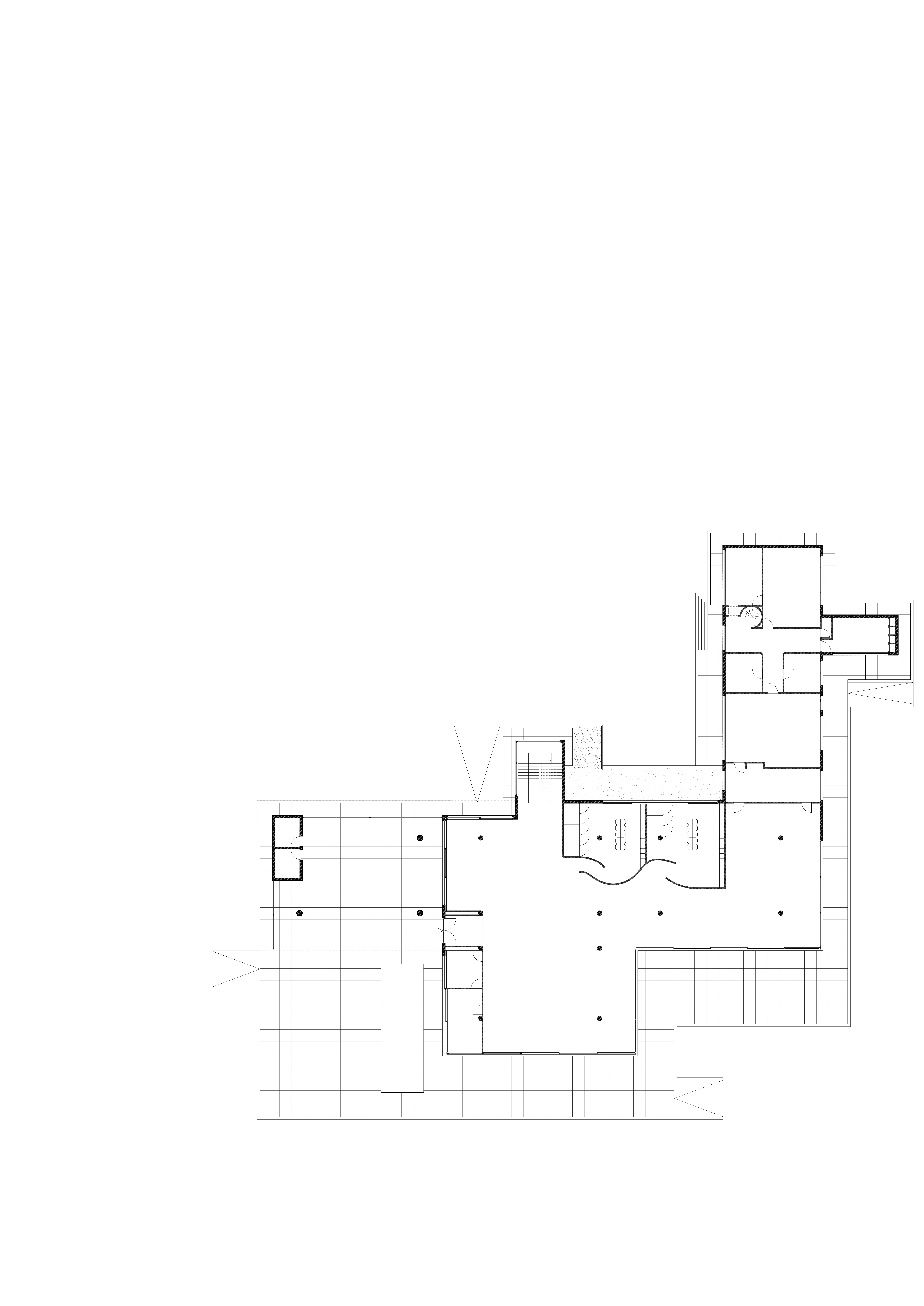
Source: Quentin BELLENGER Plan d'origine 1938

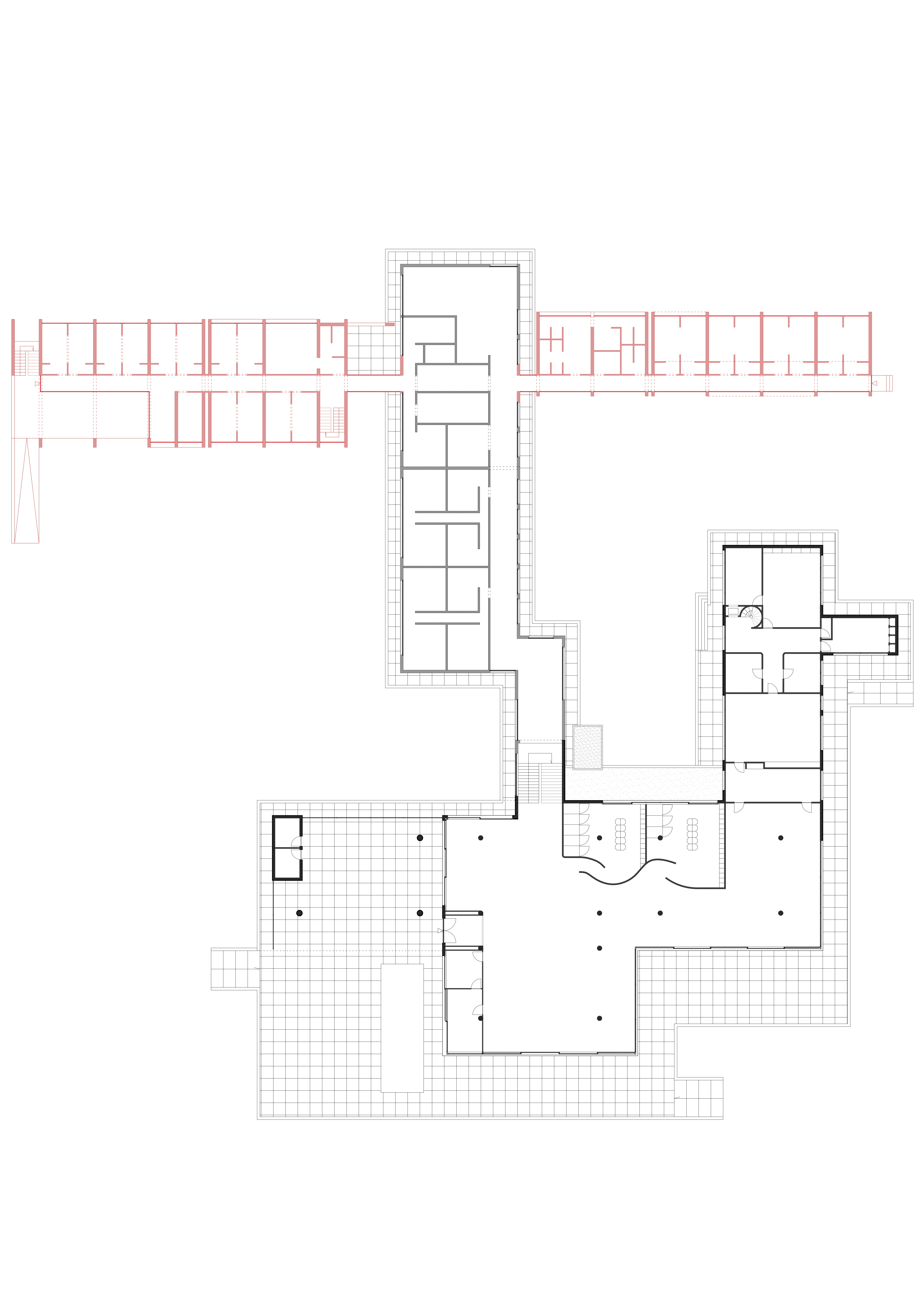
Source: Quentin BELLENGER Troisième extension 2001

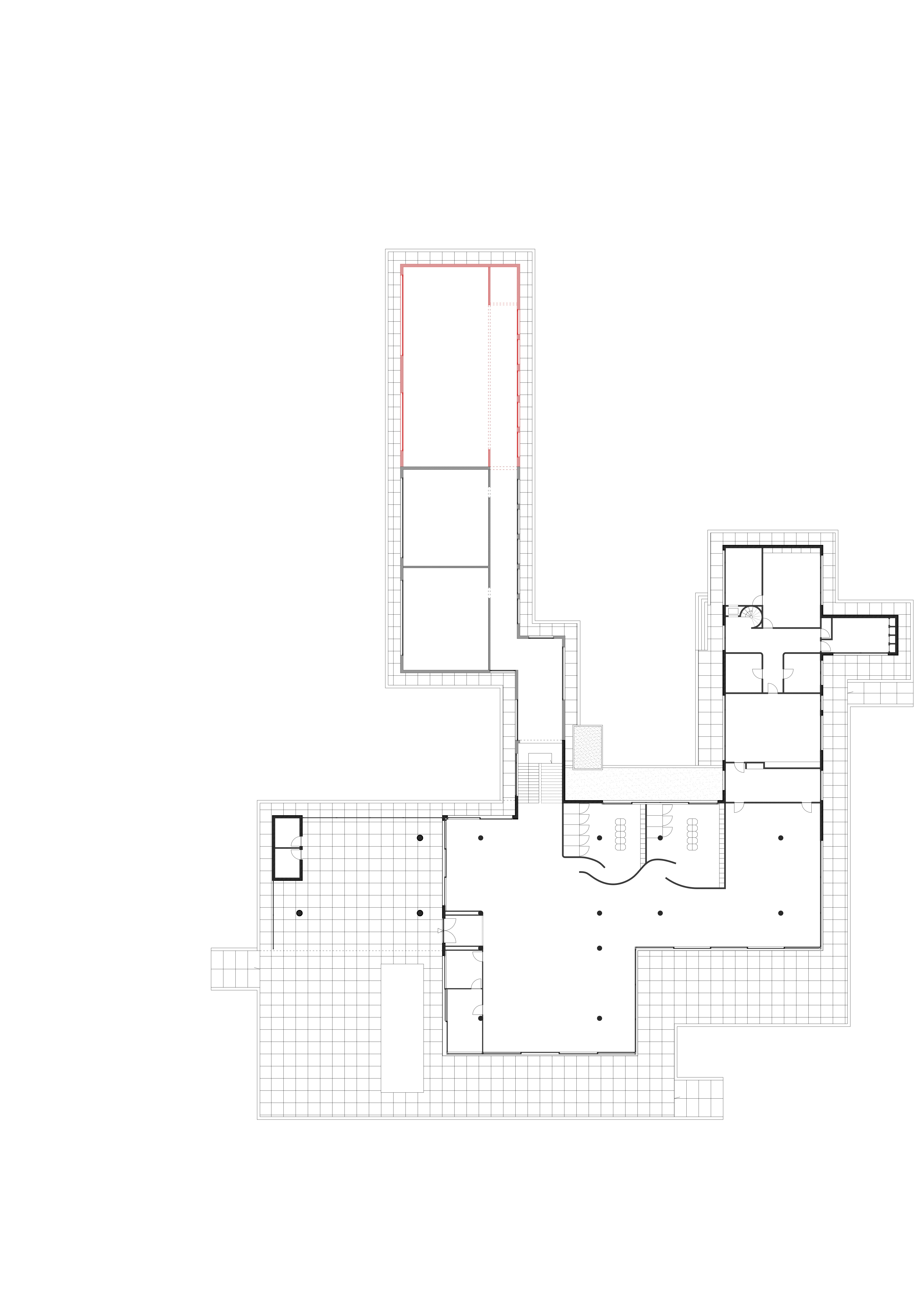
Source: Quentin BELLENGER Deuxième extension 1979

Le sanatorium Hof Ten Bos a subi énormément de modifications au cours du temps, tant au niveau du programme interne qu'au niveau de l'architecture.
En 1948, une première extension est réalisée au nord du bâtiment dans le but de concevoir deux nouvelles salles de classe. La jonction entre cette extension en briques jaunes et le volume déjà existant se fait au niveau de l'escalier du hall. Au cours de cette intervention, les solariums, qui se situaient à un étage intermédiaire, initialement non couvert, ont été recouverts d'un toit. Elles n'ont pas été réalisées sous la supervision ou même l'approbation de Léon Stynen.
En 1959, à la suite de difficultés financières, la Mutualité professionnelle (anciennement I.K.B.) se voit dans l'obligation de vendre la propriété de Brasschaat. La ville rachète le bien et décide d'installer un internat dans le bâtiment. Le premier septembre 1960, un internat pour garçons ouvre ses portes. A ce moment-là, quelques travaux ont été réalisés au niveau de l'organisation spatiale interne. L'intérêt pour l'internat était grandissant.
En 1979, une seconde extension voit le jour dans le prolongement de la première; celle-ci a pour but de créer une salle de jeux. En effet, le bâtiment qui était occupé par des garçons d'écoles secondaires générales et techniques avait besoin de pièces supplémentaires pour les enfants qui finissaient leur travail scolaire plus rapidement. Plus tard, l'internat a dû accueillir des jeunes filles, d'une part par manque d'intérêt vis-à-vis des internats de manière générale, mais également, car un internat pour filles situé à Schoten avait fermé ses portes. Les espaces de travail et les chambres des filles ont été installés dans la villa au nord de la propriété. Les activités telles que les repas ou les moments de jeux se déroulaient dans le bâtiment principal. En même temps, les demandes en termes d'organisation spatiale des chambres ont évolué; il n'était plus du tout d'actualité d'organiser les chambres en dortoirs aussi vastes que ceux déjà présents.
En 2000, à la suite d'une inspection de la sécurité incendie, la spatialité intérieure de l'internat a été légèrement modifiée. D'une part pour des raisons de sécurité, les jeunes filles ne pouvaient plus rester dans la villa situé au nord de la propriété. D'autre part, un cloisonnement important a été réalisé dans le dortoir des garçons également pour des raisons de normes incendie.
En 2001, la "Gemeenschapsonderwijs" introduit une demande dans le but de réaliser une nouvelle extension pour accueillir un nouvel espace nuit; le corps du bâtiment principal et la villa ne pouvant plus accueillir davantage de chambres pour des raisons de normes incendie. Un concours ouvert est lancé dans le cadre des "Open oproep" pour la réalisation de cette extension. Des bureaux comme Dinet, Foubert en Partners, Van Hunsel Herman et Van Hunsel Marian, SAR, Slegers-Martens et ZED Architects participent à celui-ci. C'est le bureau ZED Architects qui remporte le concours. Le projet du bureau ZED consiste en une extension en forme de "T" placée perpendiculairement au bâtiment existant. La jonction entre cette nouvelle extension et le bâtiment existant se fait à l'extrémité de l'extension réalisée en 1979, au niveau du rez-de-chaussée. Le lien entre les deux ailes se fait par un long couloir vitré. Le projet se divise en deux ailes, dont une sur deux niveaux. Le croisement des deux barres (extension de 1979 et extension de 2001) génère un carrefour, lieu de rencontre et espace multifonctionnel. Cet espace est ouvert sur l'extérieur par une grande baie vitrée et se prolonge en une terrasse. Autour de cet espace se développent les blocs sanitaires et l'accès à l'étage supérieur. La composition interne des ailes de cette extension diffère d'un côté à l'autre. Dans la partie gauche de celle-ci se trouvent les chambres des garçons plus âgés. Cette partie est composée de deux niveaux reliés par un escalier situé à l'extrémité gauche de l'aile. Les chambres individuelles ont été pensées pour pouvoir s'ouvrir sur une deuxième chambre grâce à un système de parois coulissantes. Ce système permet d'agrandir l'espace et de créer un lien plus fort entre ces différentes chambres. Dans la partie droite de l'extension se trouvent les dortoirs des jeunes garçons. Cette aile, comparée à celle de gauche, ne possède qu'un seul niveau. Les dortoirs comportent quatre lits, deux au niveau du sol de l'extension et deux sur une mezzanine.

## Classement

### 3 avril 1995
Le sanatorium Hof Ten Bos est classé aux Monuments Historiques pour, d'une part l'intérêt tout particulier qu'il porte à l'accueil des enfants souffrant de maladie et, d'autre part pour la haute valeur moderniste qu'affirment ces plans.

### 29 mars 2019
Classement Patrimoine Architectural[Quoi ?].